# Protium macgregori
Protium macgregori là một loài thực vật có hoa trong họ Burseraceae. Loài này được (F.M. Bailey) Leenh. & Steenis miêu tả khoa học đầu tiên năm 1953.